# Partido Digital
El Partido Digital es un partido político uruguayo fundado en 2013 que busca mejorar la democracia aumentando la participación ciudadana y la transparencia en la administración, toma de decisiones y ejecución en todas las áreas del país, incentivando la participación ciudadana con democracia electrónica a través de Internet.
Propone que los representantes del Partido Digital en cualquier órgano legislativo deben actuar de acuerdo a lo que se decida en una plataforma online. Esta plataforma mostrará el proyecto de Ley para votar, material adicional para conocer sobre el tema, opiniones de expertos en el área de todo el espectro político y de los votantes de la misma que quiera justificar su voto.
Está integrado por un equipo de gente dedicada a diversas profesiones y actividades empresariales en la red de redes. Niegan tener una ideología definida; en función de la opinión de quienes participen en cada decisión, su voto parlamentario podrá ser más a la izquierda o más a la derecha. Los pilares base para su funcionamiento son la participación total y la transparencia extrema.

## Antecedentes
En 2013, un grupo de jóvenes desencantados con la política tradicional decidió innovar y crear un nuevo partido político capaz de solucionar los tres grandes problemas de las actuales democracias representativas:
1. No son realmente representativas
2. No son transparentes en su accionar
3. Las prestaciones son de baja calidad.

Inspirados por la Constitución de Islandia concebida colaborativamente, por Wikipedia, la enciclopedia más grande del mundo que se generó y se sigue generando de forma colaborativa en Internet, y por el Partido de la Red creado en la vecina Argentina, se sentaron las bases del nuevo partido uruguayo.
Sin tiempo para presentarse en las Elecciones Nacionales de 2014, el grupo liderado por Justin Graside, se plantea el objetivo de presentarse en las elecciones de 2019.

## Historia
Sus representantes afirman que el partido surgió en 2013. Algunos años después, a finales de 2018, se inscribió ante la Corte Electoral.
El 27 de octubre de 2019 el Partido Digital se presenta por primera vez en las elecciones internas de 2019, con la particularidad que ninguno de los creadores del partido de 2013 llegaba a la edad requerida por ley para los puestos de Presidente, Vicepresidente ni Senador. 
Justin Graside, con 27 años, se postula a diputado y las listas se completan consultando a personas de más edad afines a la ideología del nuevo partido. Daniel Goldman Pérez va como Presidente y Primer Senador y Diego Ruete como Vicepresidente de la única lista que el Partido Digital presenta en las Elecciones Nacionales.
Cosechó el mínimo necesario de votos para presentarse a las elecciones generales de ese año, logrando 605 votos. 
Tuvo dificultades para reunir el mínimo de 250 personas que apoyaran al candidato a vicepresidente de la fórmula presidencial que el partido había candidateado en una primera convención. En la segunda convención y última posible, el Partido Digital alcanzó el apoyo necesario para ratificar la fórmula del partido con 280 convencionales presentes. 
En la llamada convención de la Nostalgia, por haber sido realizada el 24 de agosto de 2019 haciendo referencia a la Noche de la Nostalgia, se ratificó la fórmula Daniel Goldman Pérez candidato a Presidente y Diego Ruete candidato a Vicepresidente.
El 26 de septiembre de 2019, fue presentado públicamente el programa de gobierno hecho de forma colaborativa entre todos. 
El 27 de octubre del mismo año, el Partido Digital logró la votación de 6363 ciudadanos uruguayos.
El 13 de julio del año 2020, el Directorio del Partido Digital expulsó al excandidato a la Presidencia Daniel Goldman Pérez. Por más información, referirse al recuento de hechos publicado en su sitio web oficial aquí.

## Ideología
El Partido Digital cree y lucha por empoderar al 100% de las personas para que puedan participar y esa participación tenga impacto en la toma pública de decisiones. Rehúsa expresamente situarse en las tradicionales categorías de derecha-centro-izquierda por considerarlas obsoletas en tanto que parcializan y generalizan la toma de decisiones. Cada situación debe ser considerada por sí misma, expuesta con total transparencia a la ciudadanía, dándole lugar a los que saben más en cada área para que planteen su posición e informen a todos, para que luego -con las garantías y facilidades que los medios electrónicos brindan en un país casi que 100% digitalizado- cada ciudadano pueda votar sobre ese tema, obligando a su representante en el parlamento a defender lo elegido.
Transparencia y participación son las banderas ideológicas que el Partido Digital levanta.

## Organización
Como partido innovador, también la estructura misma de funcionamiento interno se basa en la participación de todos y la transparencia hacia todos. Se formaron equipos por áreas de trabajo, con un líder -elegido por los integrantes del equipo- que coordina con los líderes de los otros equipos las acciones a realizar.

## Programa de Gobierno
Coherente con su ideología, el programa de gobierno que el Partido Digital presentó en las Elecciones Nacionales de 2019 fue creado por los ciudadanos, sin importar que estos pertenecieran o no al partido. Por más información sobre su programa de gobierno de 2019, ingrese aquí.
Se organizaron encuentros en diferentes puntos del país para que las personas pudieran no sólo plantear sus problemas, sino acercar las soluciones que creían eficientes. También se creó una plataforma digital llamada MiVoz.uy para que todo ciudadano (debidamente autenticado con su credencial cívica y con todas las garantías) pudiera exponer sus proyectos, debatir, enriquecer soluciones, armar proyectos de ley y una vez que el Equipo Jurídico del Partido Digital corroborara que era legal, votar para que el partido impulsara esa ley.